# تیتانیم اتوکسید
تیتانیم اتوکسید (به انگلیسی: Titanium ethoxide) با فرمول شیمیایی Ti(OCH۲CH۳)۴ یک ترکیب شیمیایی با شناسه پاب‌کم ۷۶۵۲۴ است. که جرم مولی آن ۲۲۸٫۱۰۹ می‌باشد. شکل ظاهری این ترکیب، مایع بی‌رنگ است.